# Lepelbekeend
De lepelbekeend (Malacorhynchus membranaceus) is een eend uit de familie van de Anatidae. Hij leeft in Australië en lijkt qua morfologie wat op de Australische slobeend (Anas rhynchotis), maar dan kleiner.

## Kenmerken
De vogel wordt ongeveer 38 tot 40 cm lang.

## Leefwijze
De lepelbekeend voedt zich met plankton, schaaldieren, weekdieren en insecten. Met hun snavel kunnen ze efficiënt voedsel uit het water filteren.